# 佐賀大学教育学部附属小学校
佐賀大学教育学部附属小学校（さがだいがくきょういくがくぶふぞくしょうがっこう、英語訳:The Elementary School Attached to Saga University Faculty Education）は、佐賀県佐賀市城内二丁目にある国立小学校。佐賀大学教育学部の附属学校。
学部名の改称により、1996年（平成8年）以来20年ぶりに「佐賀大学教育学部附属小学校」の名称に戻った。

## 概要
1学年の定員は120名で、各学年は3クラスである。1・2年の教室は1階、3・4年の教室は2階、5・6年の教室は3階にそれぞれある。ただし2012年度からの35人学級体制に伴い2012年度以降の定員は105人となった。建物は教室のある棟と職員室や特別教室のある管理棟、また旧特別支援学校の校舎であった北校舎に大きく分けられる。
教育目標は「心も体も、たくましい、自ら学ぼうとする子どもを育てる」
佐賀大学との連携を重視し毎年教育実習が行われている。修学旅行では「維新から学べ」として例年2泊3日で山口県へ行く。だが、2016年以降は長崎に行くことに決まった。

### 児童会
平成25年度から行事の円滑な実施や児童の志の実現を目的とし佐賀大学文化教育学部附属中学校をモデルに児童会が設立されることとなった。
- 児童会は会長・副会長を中心に構成され、さらに各委員会委員長が月1回程度集まり会議を行う間接民主制のような形となっている。
- 選挙はあらかじめ名前が書かれた紙に会長になってほしい人に丸を付けるという方式であり教室で一人ずつ投票する。
- 選挙運動として休み時間の演説やポスターがあるが全校立会演説会が山場となる。

### 入学試験・編入試験
佐賀県内の小学校では唯一、入学試験が行われる。転出などで、定員が満たされなくなった場合は編入試験が行われることがある。

### 進路
原則として、佐賀大学教育学部附属中学校に入学する。これは附属中学校との連携した教育を行うためである。2006年度以降は、附属小学校の児童が附属中学校以外の中学校を受験する場合は、附属中学校の入学試験で「外部生（不合格になる場合もある）」として受験できた。

## 沿革
- 1885年（明治18年）4月 - 観興小学校を佐賀県師範学校の代用附属小学校とする。
- 1890年（明治23年）10月 - 観興尋常小学校の代用附属小学校としての使用を終了し、「佐賀県尋常師範学校附属小学校」を開設。
- 1898年（明治31年）4月 - 「佐賀県師範学校附属小学校」に改称（「尋常」が除かれる）。
- 1932年（昭和7年）4月 -　本庄尋常高等小学校が佐賀県女子師範学校の代用附属小学校となる。
- 1941年（昭和16年）4月1日 - 国民学校令の施行により、「佐賀県師範学校附属国民学校」と改称。尋常科を初等科に改める。
- 1943年（昭和18年）4月1日 - 師範学校の官立（国立）移管により、「佐賀師範学校男子部附属国民学校」と改称。
  - 本庄国民学校を女子部の代用附属国民学校として使用継続。
- 1947年（昭和22年）4月1日 - 学制改革（六・三制の実施）が行われる。
  - 国民学校の初等科が改組され、「佐賀師範学校男子部附属小学校」となる。佐賀市立本庄小学校を女子部の代用附属小学校として使用継続。
  - 国民学校の高等科が改組され、「佐賀師範学校附属中学校」となる（男子部校舎に設置される）。
- 1949年（昭和24年）5月30日 - 新制佐賀大学の発足により、佐賀師範学校が佐賀大学に包括され「佐賀大学佐賀師範学校附属小学校」に改称。
  - 男子部・女子部は廃止されたが、本庄村立本庄小学校の代用附属小学校としての使用はしばらく継続[1]（いつまでかは不明）。
- 1951年（昭和26年）4月1日 - 佐賀師範学校が廃止され、「佐賀大学教育学部附属小学校」と改称。
- 1952年（昭和27年） - 校舎二棟を新築。
- 1968年（昭和43年）4月1日 - 特殊学級を設置。
- 1978年（昭和53年）4月1日 - 附属小学校と附属中学校の特殊学級が分離し、佐賀大学教育学部附属養護学校として独立。
- 1978年（昭和53年） - 新校旗を制定。
- 1996年（平成8年）4月1日 - 佐賀大学教育学部の文化教育学部への改組に伴い「佐賀大学文化教育学部附属小学校」へ改称。校旗・優勝旗を新調。
- 1997年（平成9年） - インターネット配線整備
- 2010年（平成22年） - 校舎改築工事終了
- 2016年（平成28年）4月1日 - 学部名の改称により、「佐賀大学教育学部附属小学校」（現校名）に改称。

## 学校行事
- 4月
  - 始業式
  - 入学式
  - 1年生を迎える会・歓迎遠足
- 5月
- 6月
  - 大運動会
  - プール開き
- 7月
  - 5年生宿泊訓練
  - 水泳大会
  - 夏季休業
- 8月
  - 夏季作品展
  - 教育実習
- 9月
  - 河川清掃
  - 前期終業式
- 10月
  - 後期始業式
  - 研究発表会
- 11月
  - 6年生修学旅行
  - 1年生 - 5年生秋の遠足
- 12月
  - 冬季休業
- 1月
  - 佐賀大学教育学部附属中学校入学試験
- 2月
  - 校内なわとび大会
  - 児童会選挙
- 3月
  - 6年生を送る
  - 6年生お別れ球技会
  - お別れ式
  - 卒業式
  - 修了式
  - 春休み

## 校区
校区は広く、東は福岡県大川市や神埼市、南は有明海沿岸、北は佐賀市北部、西は小城市まで。多くの児童がバスで通学する。

## 周辺
佐賀県庁、佐賀県立博物館・美術館、佐賀大学文化教育学部附属中学校、佐賀県立佐賀西高等学校、佐賀城遺構（幅70メートル近い水堀、石垣、天守台、佐賀城本丸歴史館と本丸の礎石など）

## 交通アクセス
佐賀市営バス・西鉄バス 「佐賀城跡」バス停下車150メートル。